# Antodice nympha
Antodice nympha là một loài bọ cánh cứng trong họ Cerambycidae.